# Lucjusz Emiliusz Lepidus Paullus (konsul 50)
Lucius Aemilius Lepidus Paullus M. f. Q. n. – syn Marka Emiliusza Lepidusa konsula w 78 p.n.e. i Appulei (córki Lucjusza Apulejusza Saturnina (Lucius Appuleius Saturninus). Brat Marka Emiliusza Lepidusa, triumwira. Członek prominentnego rzymskiego rodu Emiliuszy (Aemilii). Przydomek Paullus nadał mu ojciec dla uhonorowania Lucjusza Emiliusza Paullusa Macedońskiego, wybitnego przodka rodu Emiliuszy, zasłużonego wodza, wsławionego zwycięstwem pod Pydną nad królem Macedonii, Perseuszem.
Lucjusz, odmiennie od swego ojca, wspierał w swojej politycznej karierze stronnictwo optymatów. Jego pierwszy znany akt polityczny to udział w oskarżaniu Katyliny, przywódcy spisku za konsulatu Cycerona. W 62 p.n.e. był członkiem kolegium triumwirów monetarnych wraz z Lucjuszem Skryboniuszem Libonem. W 59 p.n.e. był kwestorem Gajusza Oktawiusza w Macedonii i w tym czasie oskarżano go o konspirowanie przeciwko Pompejuszowi. Był do niego wrogo nastawiony, jako do tego, który doprowadził do upadku ojca Lucjusza w 78 p.n.e. Pozostawał jednocześnie w opozycji do Cezara. W roku 56 lub 55 sprawował edylat kurulny podczas którego przystąpił do restauracji na rzymskim Forum Bazyliki Aemilii, monumentu powiązanego z jego rodem. W 53 p.n.e. został pretorem a w 50 p.n.e. osiągnął konsulat wraz z Gajuszem Klaudiuszem Marcellusem. Wsparcie finansowe ze strony Cezara w procesie rekonstrukcji Bazyliki Aemilii spowodowało, że Lucjusz udzielał politycznego wsparcia Cezarowi w czasie swojego konsulatu. Po śmierci Cezara udzielił wsparcia stronnictwu senatorskiemu i poparł ogłoszenie własnego brata, Marka wrogiem publicznym za połączenie się z Markiem Antoniuszem. Po uformowaniu się II triumwiratu brat w odpowiedzi umieścił go na czele listy proskrypcyjnej. Uniknąwszy śmierci połączył się z Brutusem w Azji. Po śmierci Brutusa wyjechał do Miletu, gdzie pozostał pomimo uzyskania przebaczenia.
Jego synem był Lucjusz Emiliusz Lepidus Paullus (cenzor 22).